# Palaeophileurus panamensis
Palaeophileurus panamensis är en skalbaggsart som beskrevs av Roger Paul Dechambre 1996. Palaeophileurus panamensis ingår i släktet Palaeophileurus och familjen Dynastidae. Inga underarter finns listade i Catalogue of Life.